# Musée d'Art et d'Histoire de Chaumont
Pour les articles homonymes, voir Château de Chaumont.
Le musée d'art et d'histoire de Chaumont est un musée de la ville de Chaumont consacré à l'archéologie régionale, aux beaux-arts (peinture et sculpture) et à la ganterie du XIXe siècle. Labellisé musée de France, il est installé depuis 1965 dans le donjon de 19 mètres qui a servi de prison jusqu'en 1886, et occupe sept des salles inférieures de l'ancien palais des comtes de Champagne, lequel date des XIIIe et XIVe siècles.

## Le château
La fondation du château dépendait des comtes de Chaumont au Xe siècle ; puis passe à la maison de Champagne, Milon engageant une partie de son patrimoine pour financer son départ, en 1187 en croisade. Il passe en 1202 dans le comté de Champagne. Il devient siège de bailliage en 1255 et se trouve réuni au domaine royal ; la ville se fortifie avec un fossé et des murs continus vers 1300 puis maçonnée au XIVe siècle alors aux mains de la maison de Joinville. En 1467, Jean II de Lorraine fait des réparations au château et cite le pont mort, la grande salle.

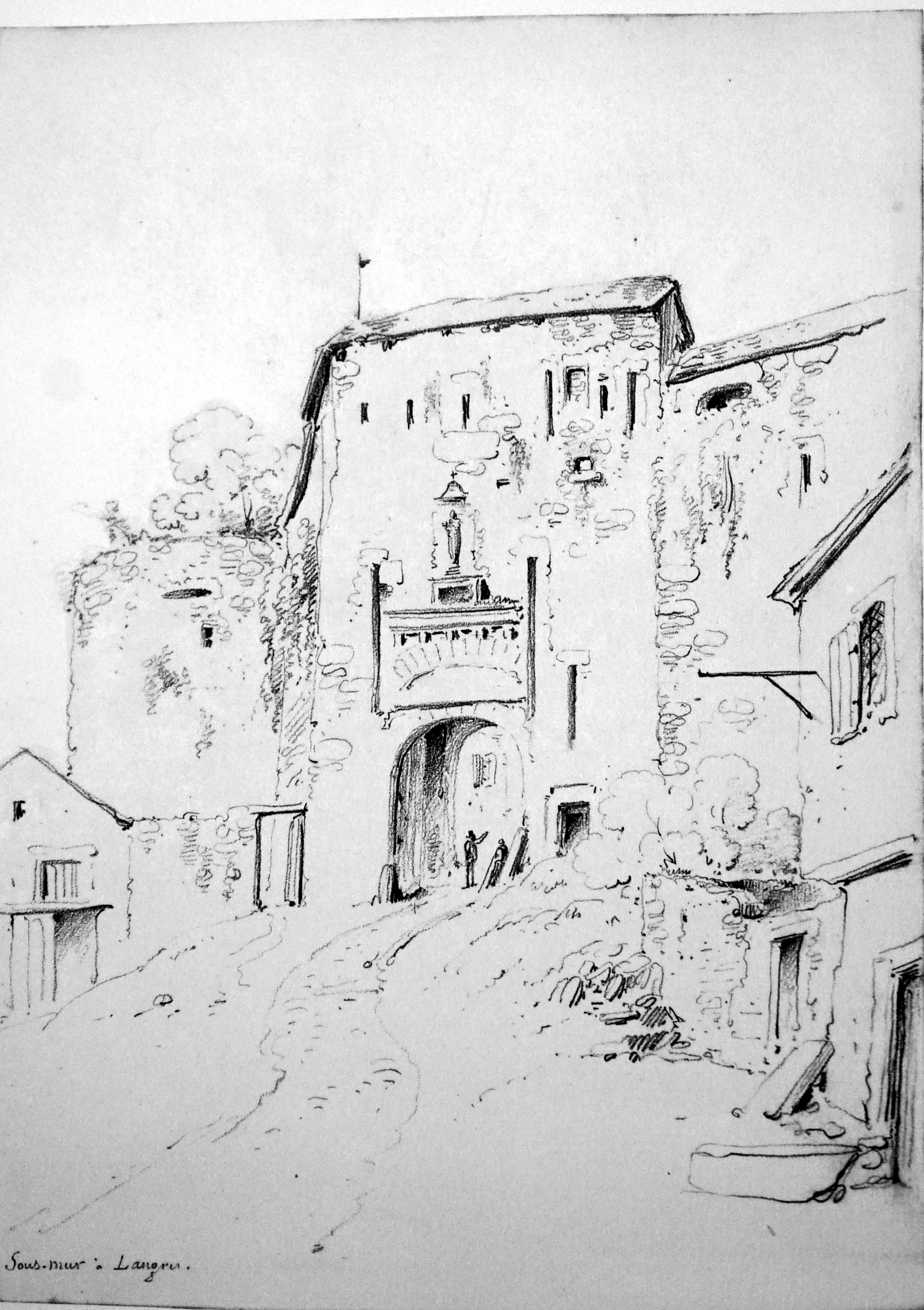
Porte et
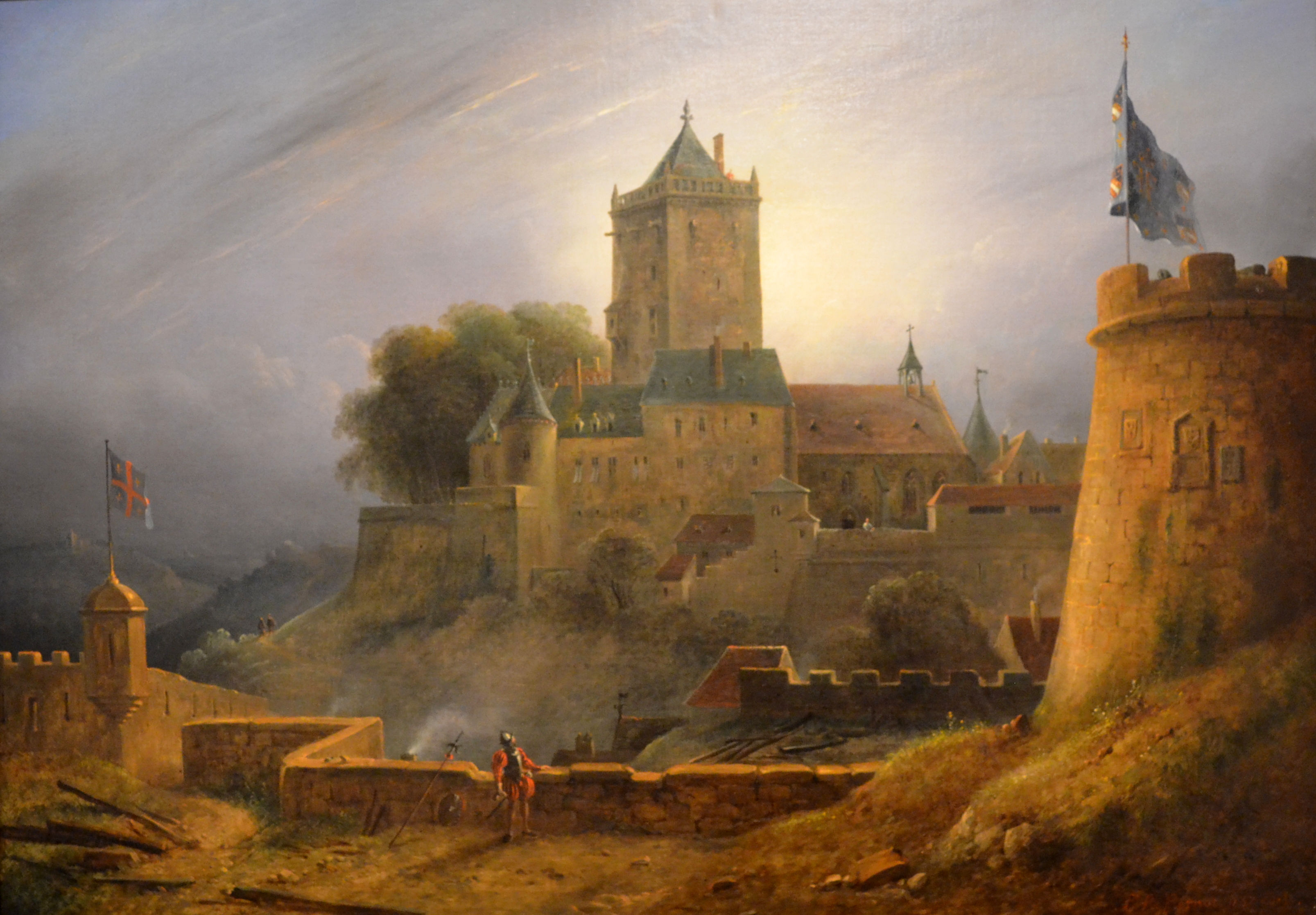
château par Pernot,
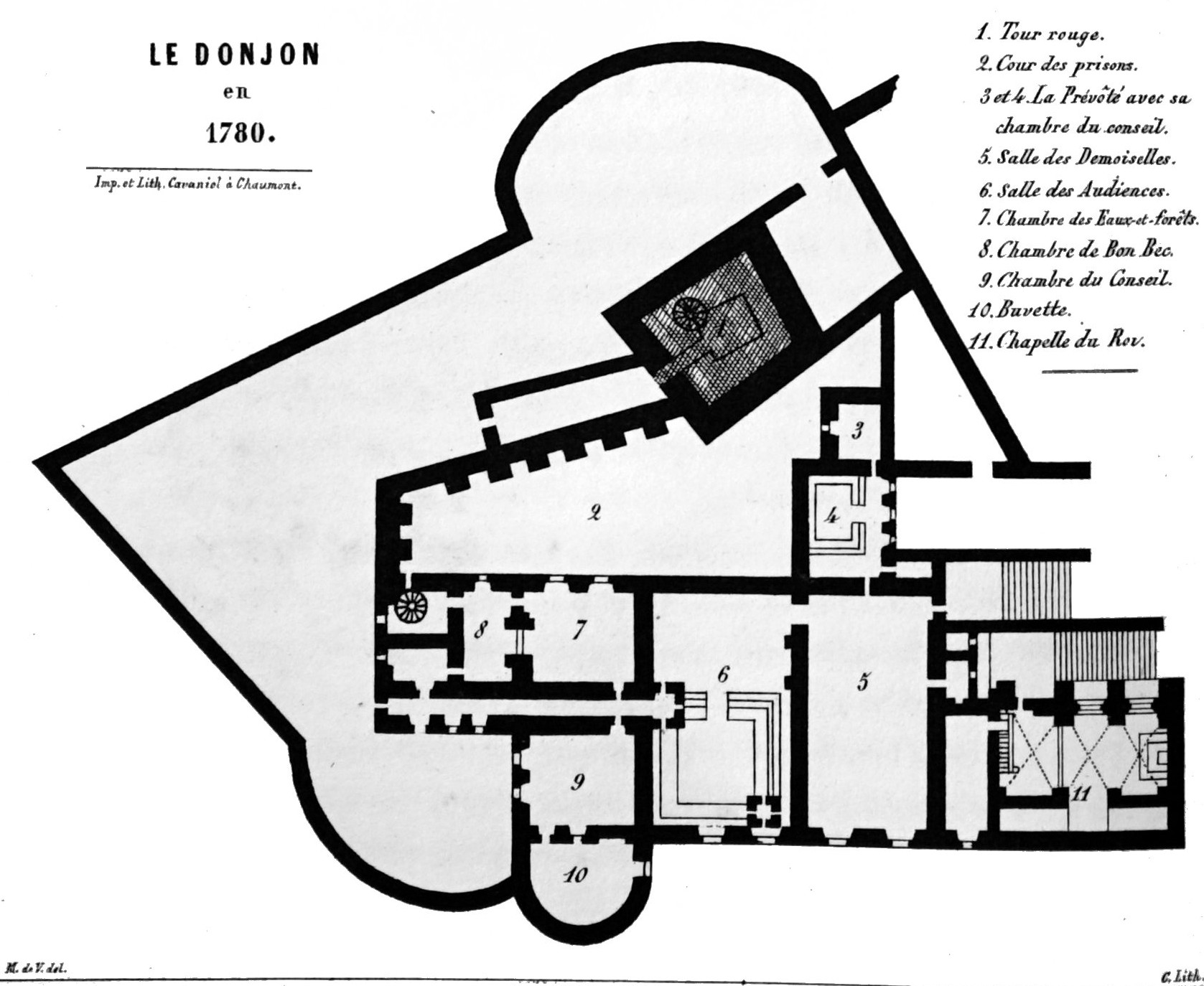
plan du château.
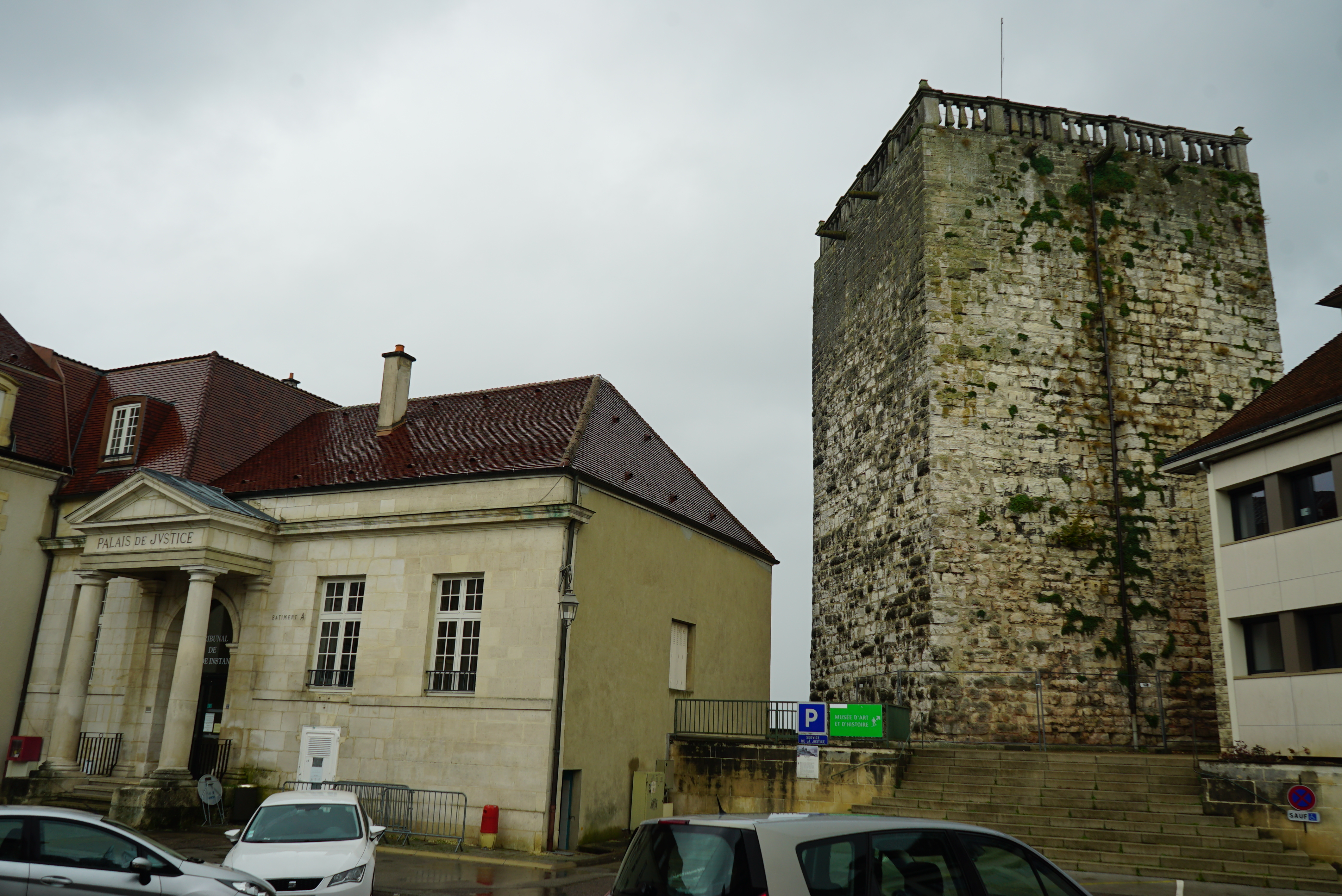
Donjon et palais de justice actuellement.

Les défenses de la ville et donc le château sont régulièrement remaniés, sous Charles VIII, François Ier, Henry de Lorraine ; entre 1577 et 1580, un bastion est ajouté au château vers 1593.
De la grande salle, on peut voir les deux fenêtres du XIIIe et le donjon roman est classé. Il fait 10,6m par 12 et de 2,6 d'épaisseur pour une hauteur actuelle de 22m. L'entrée dans le château se faisait par la porte Barle donnant dans la rue de l'Ange et la porte donnant sur la VOie-de-l'Eau.

## Collections
Le musée accorde une place importante à la sculpture. Une salle est consacrée à Jean-Baptiste et Edme Bouchardon.

### Archéologie
L'archéologie locale comprend notamment une cuirasse datée de la fin du IXe siècle avant notre ère, des sculptures allant du Moyen Âge jusqu'au XVIIe siècle, un retable de facture régionale, le gisant de Jean l'Aveugle et quelques vestiges du tombeau de Claude de Lorraine. En raison de l'exiguïté des lieux et de l'abondance des collections dans les réserves, les peintures sont présentées par roulement.

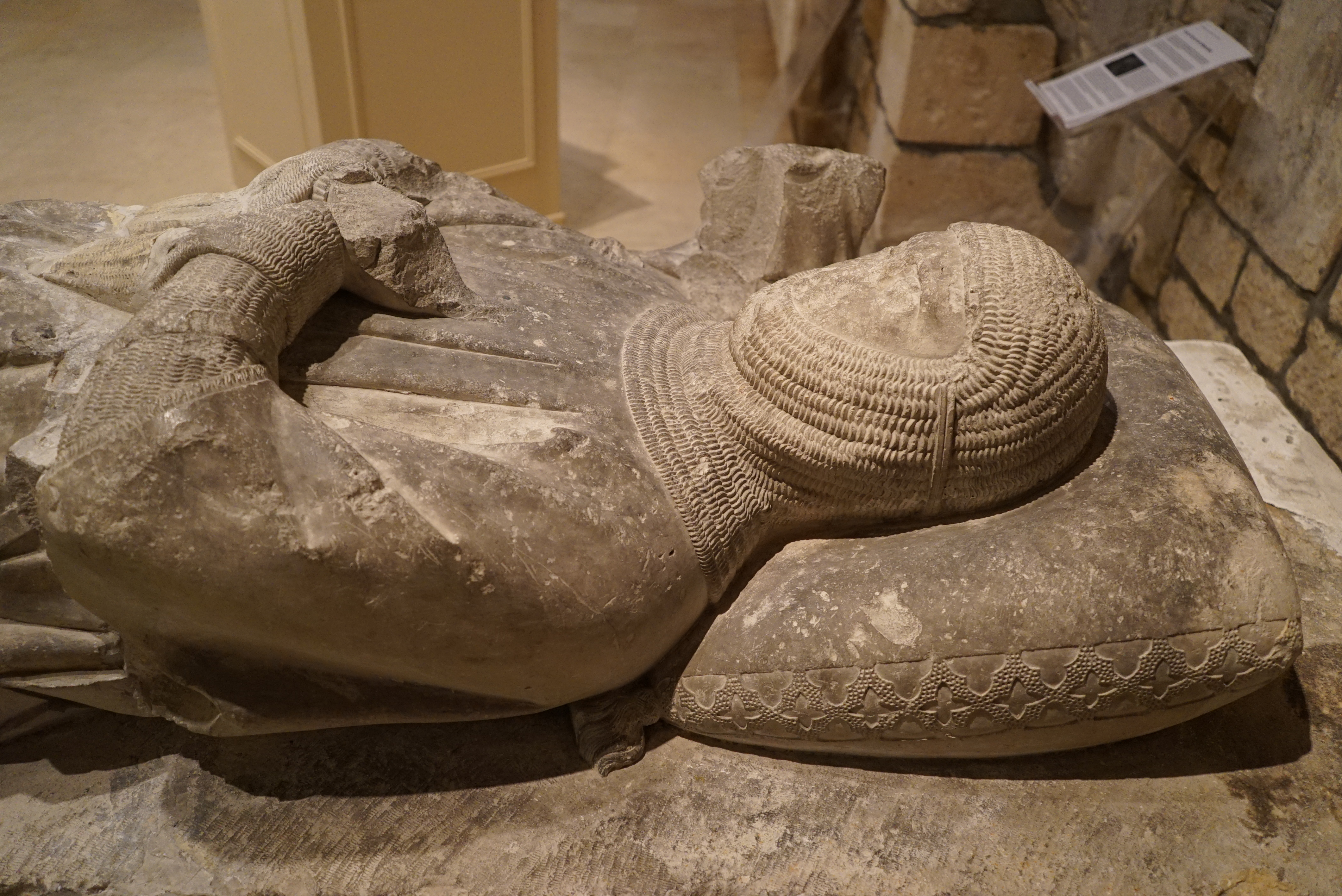
Gisant de Jean Ier de Châteauvillain, mort en 1313.
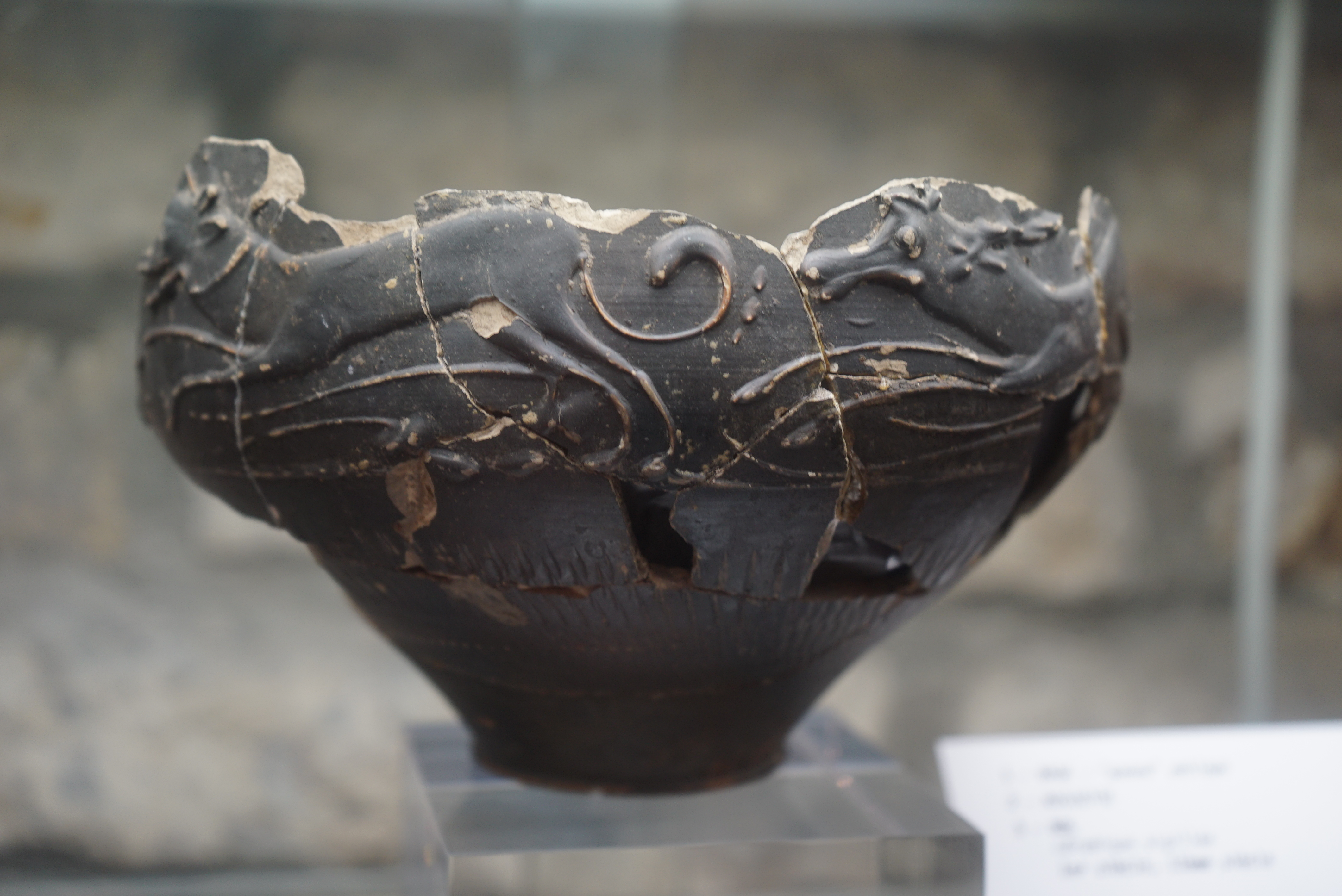
Panna trouvé le Châtelet de Gourzon.
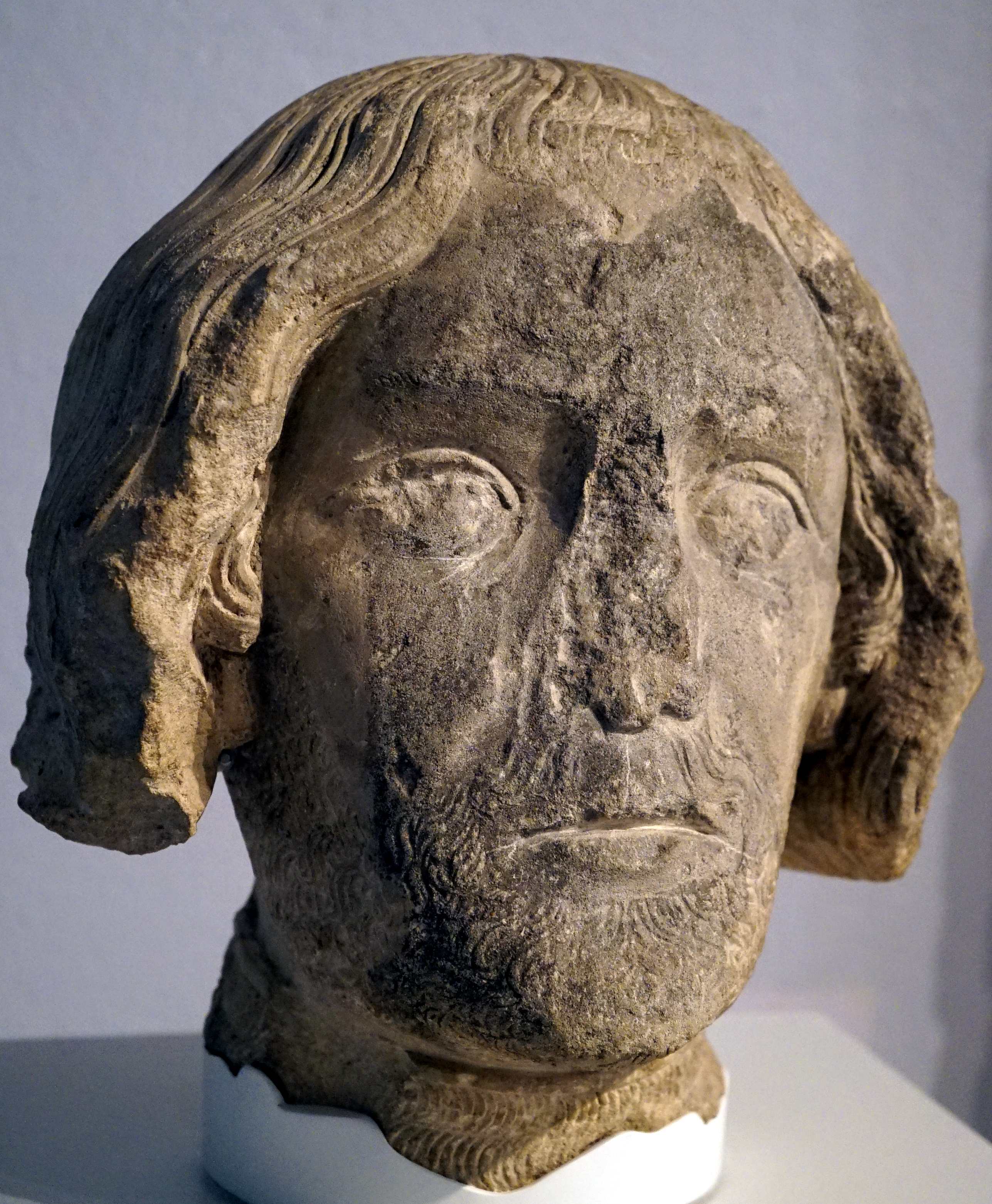
Tête d'Aceau de Joinville.
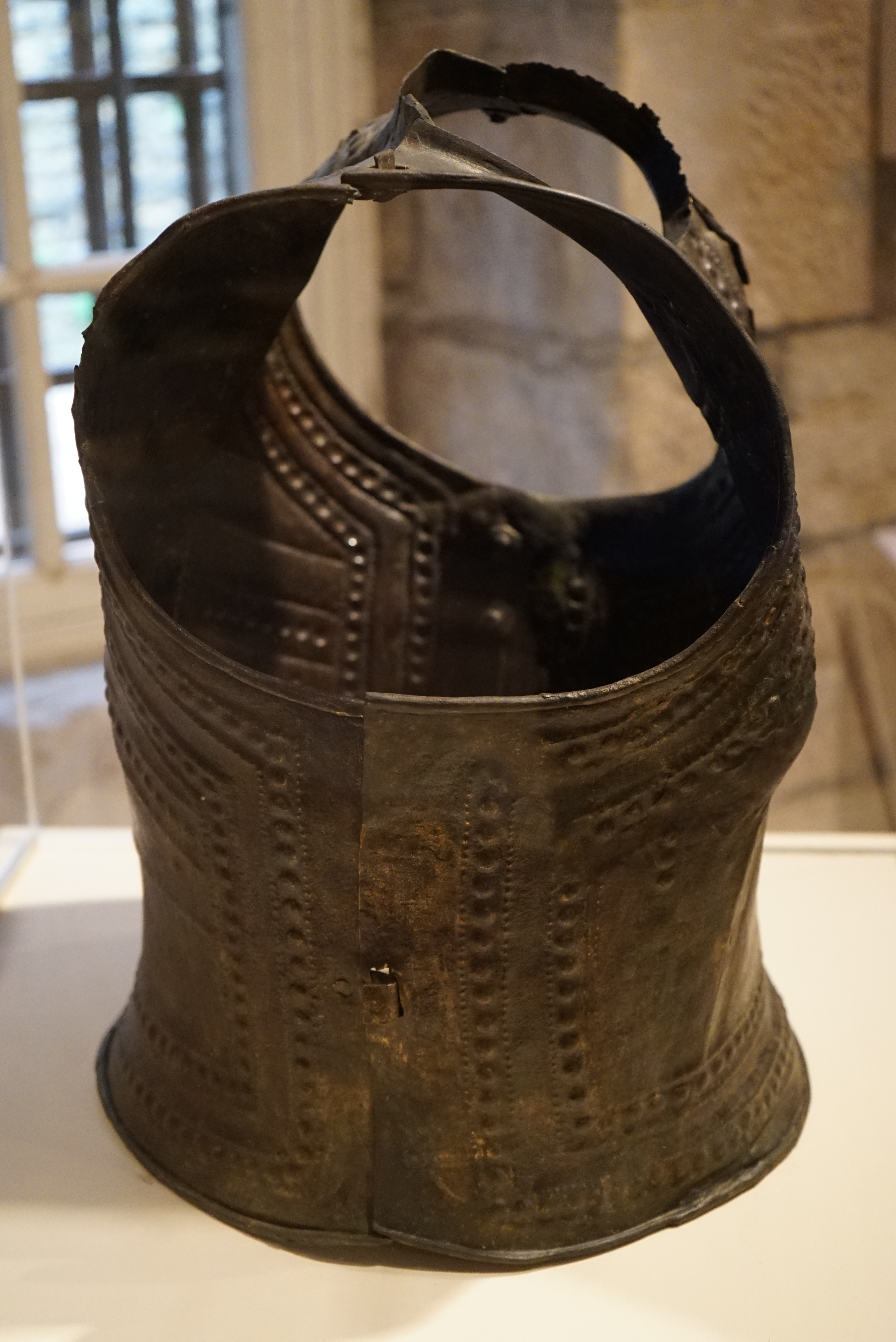
Cuirasses.
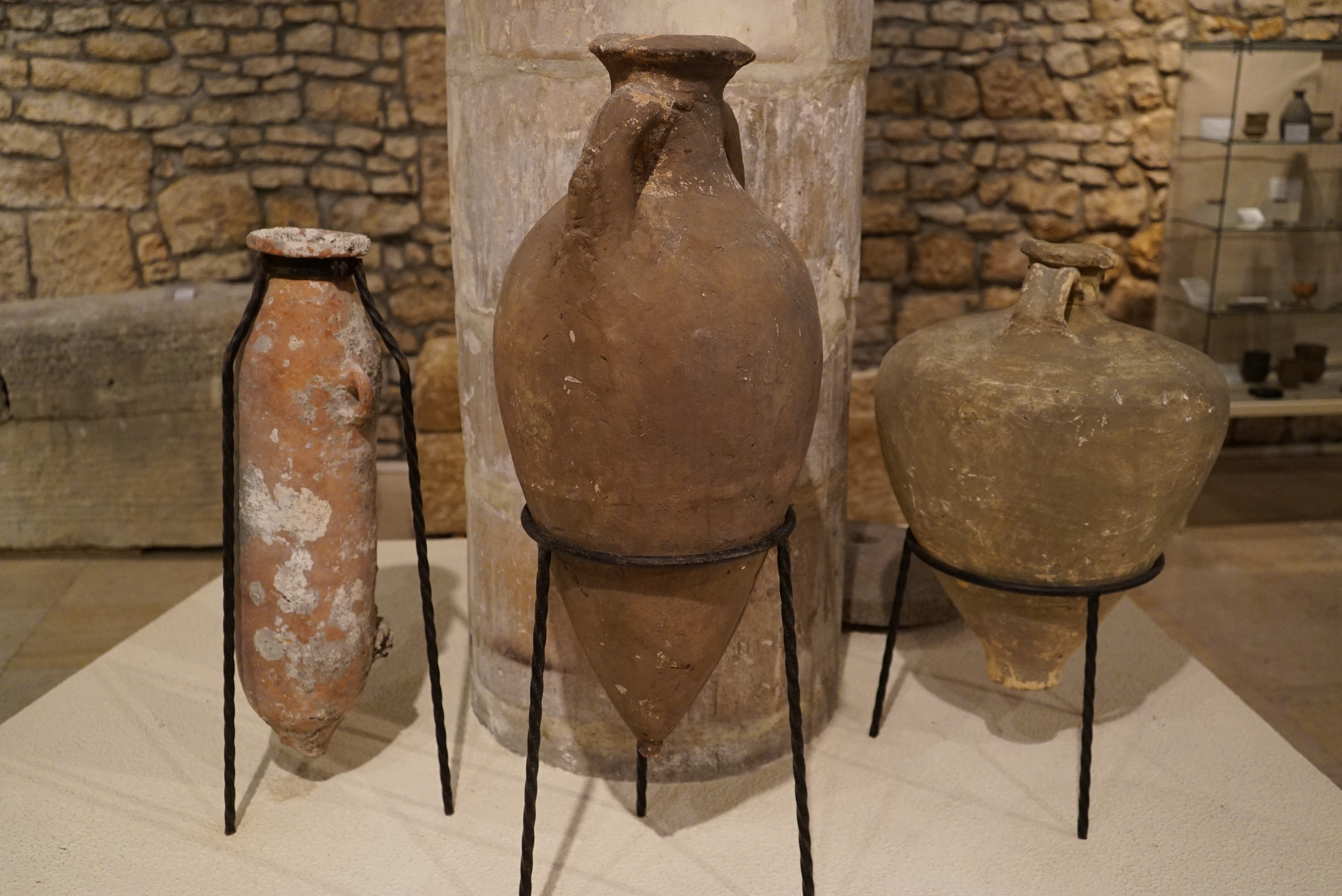
Amphores.
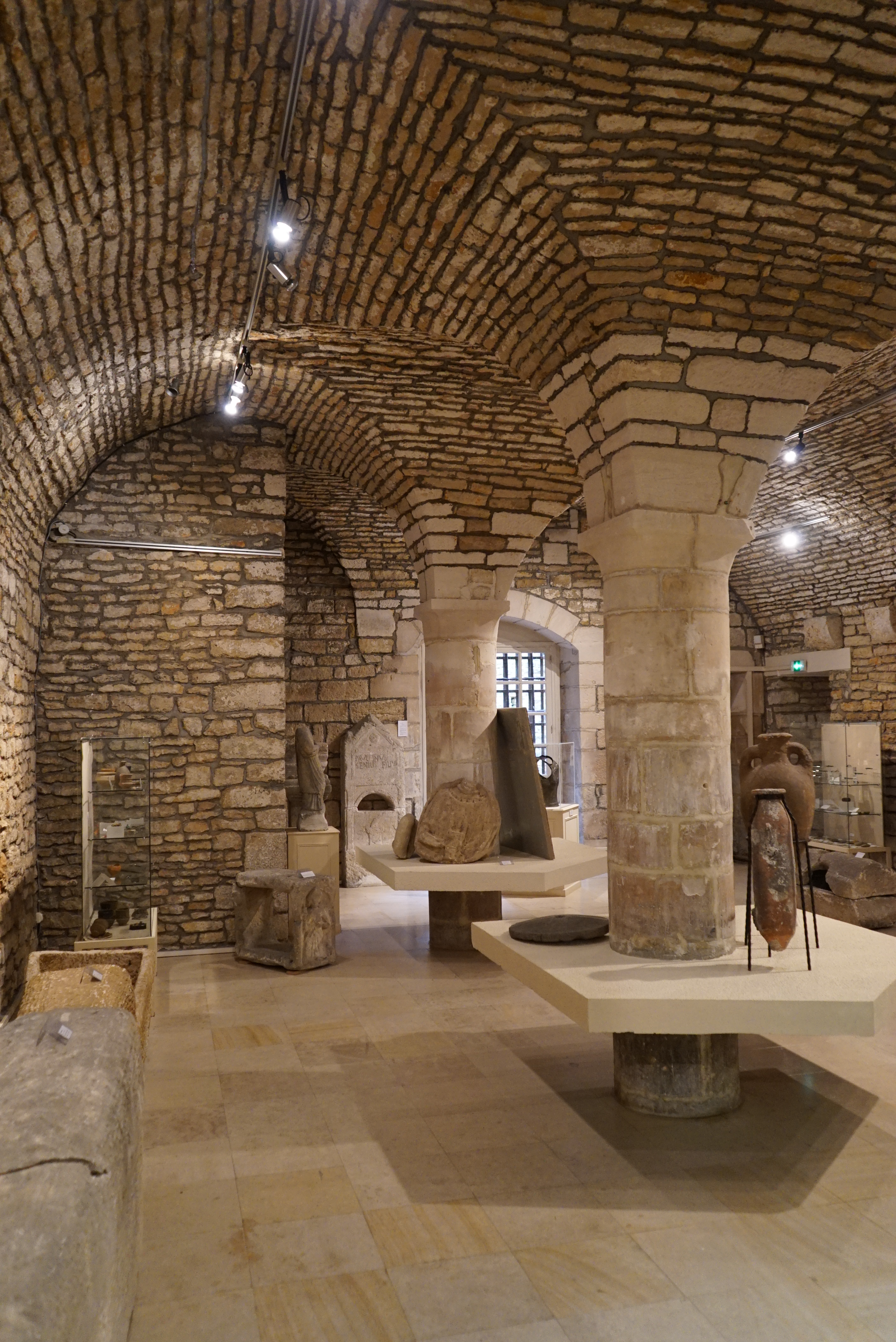
Salle d'archéologie.

### Beaux-arts
- Bartolomeo Bettera (attribution), Nature morte aux instruments de musique.
- Félix Boisselier, La Mort d'Adonis, Salon de 1812.
- Josse van Craesbeeck (attribution), Un buveur, ancienne collection Louis La Caze[2].
- Charles Gussin, La Construction de la Tour de Babel, 1690.
- François Alexandre Pernot, Vue du pont du château de Saint Maurice dans le Valais, effet de clair de lune.
- Domenico del Barbieri, bas-reliefs de la chapelle funéraire de Claude de Lorraine et deux Figures de Vertu de la chapelle funéraire de Claude de Lorraine.
- Paul de Vos, Scène de chasse.

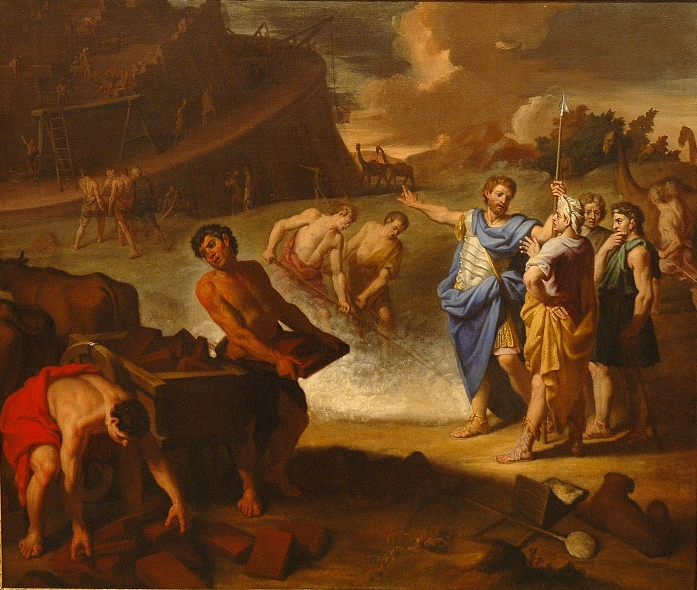
Charles Gussin, La Construction de la Tour de Babel (1690).
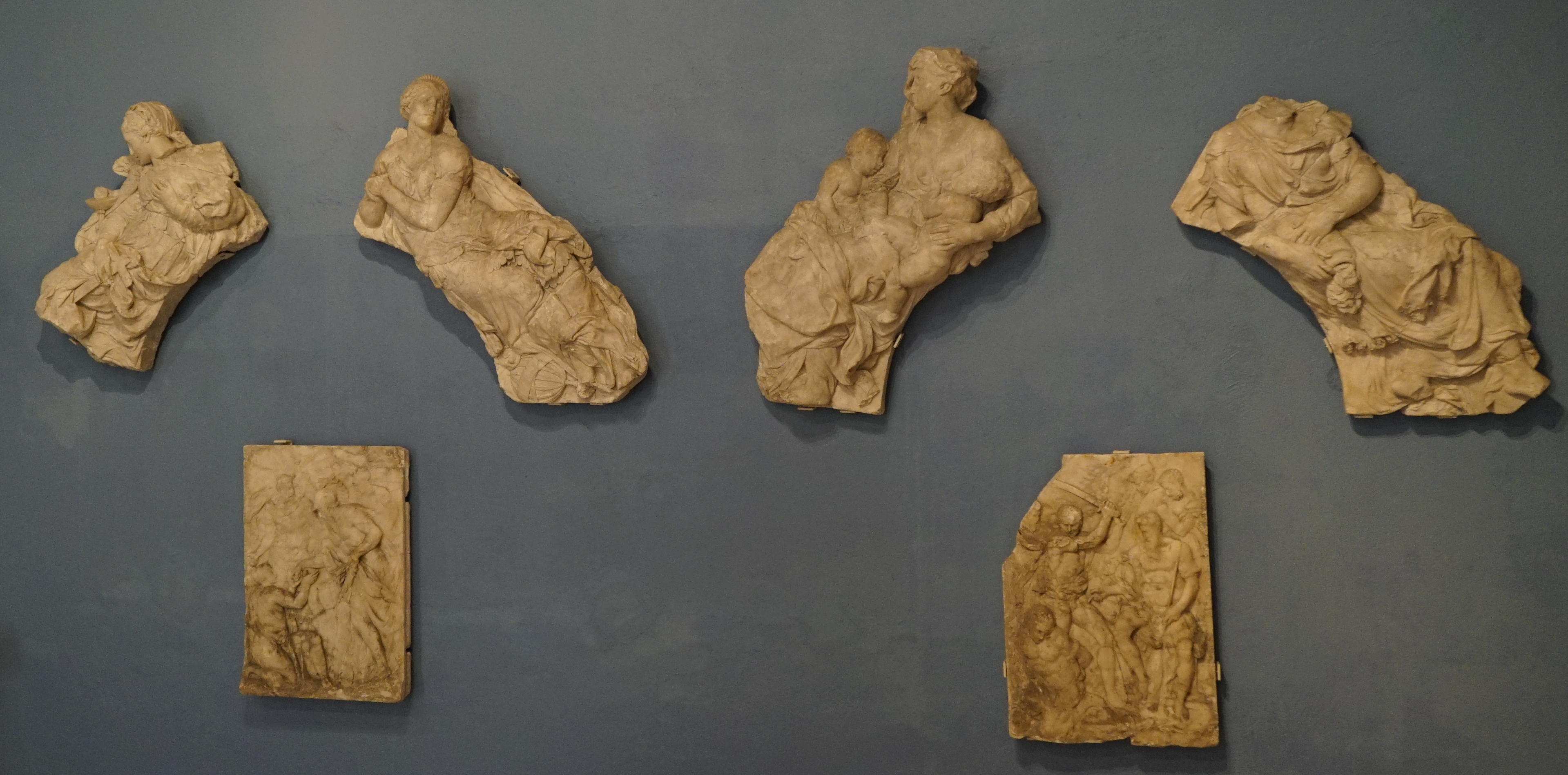
Domenico del Barbieri, fragments du tombeau de Claude de Lorraine.
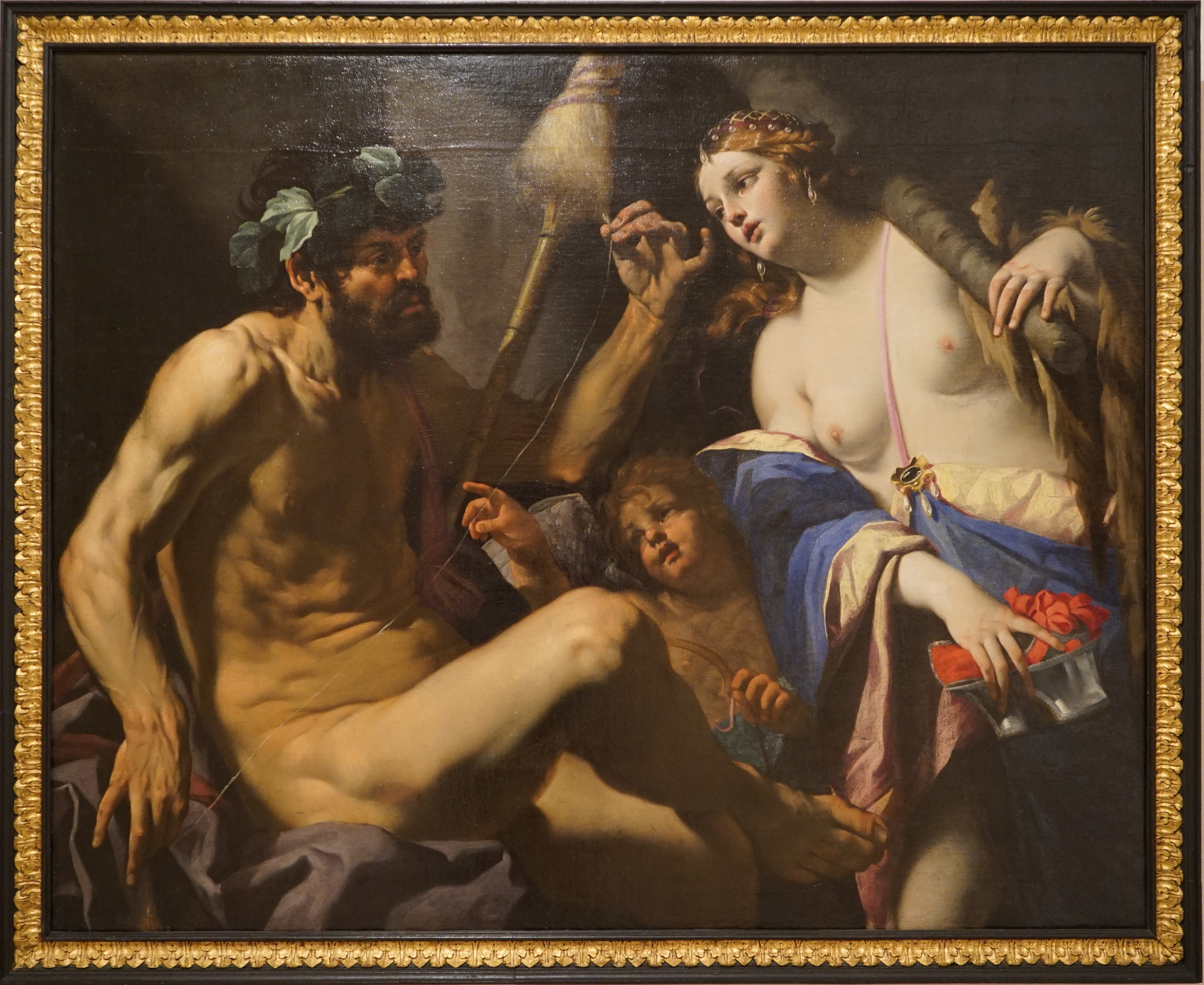
Luca Ferrari, Hercule et Omphale (1652-1653).
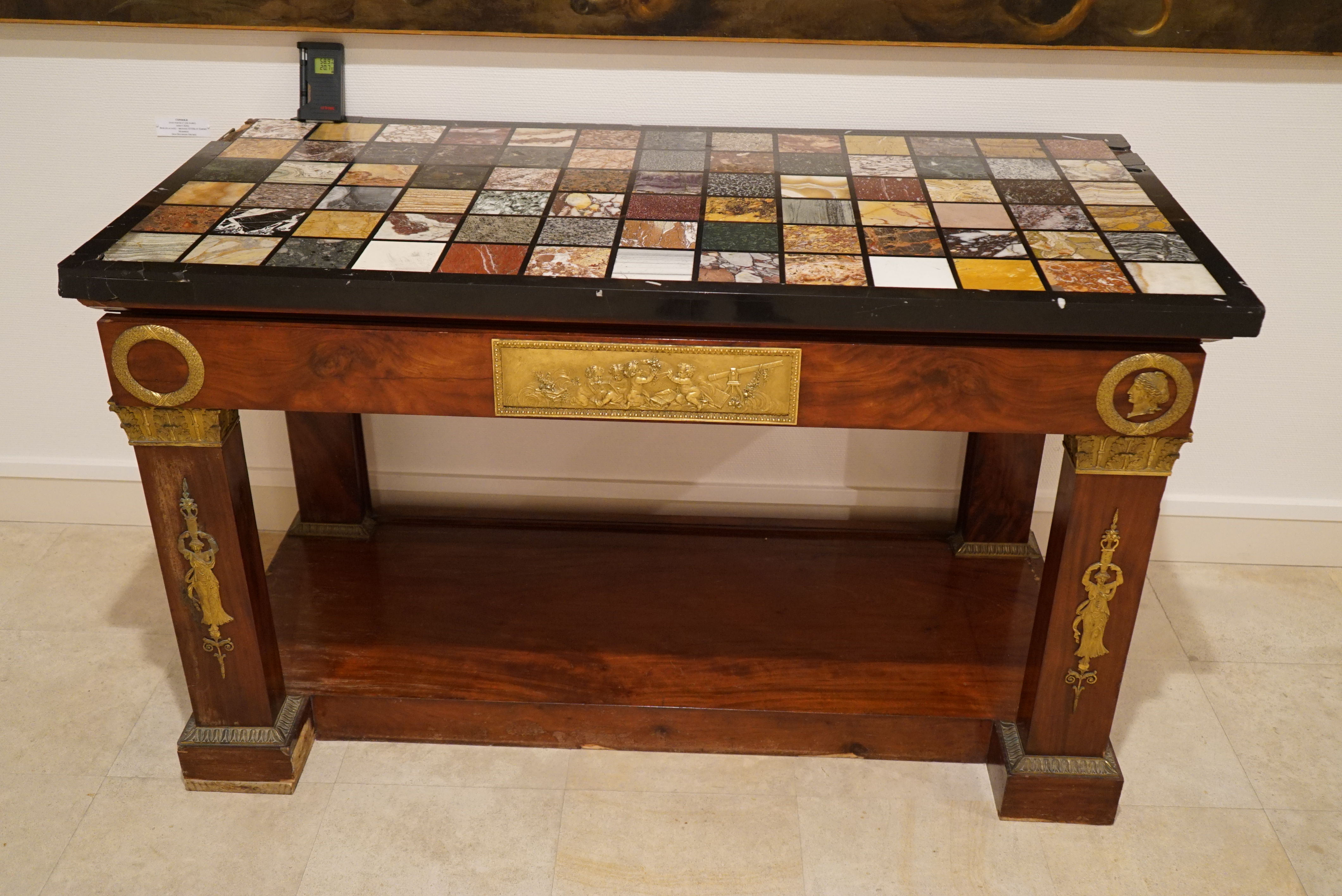
Console Empire.
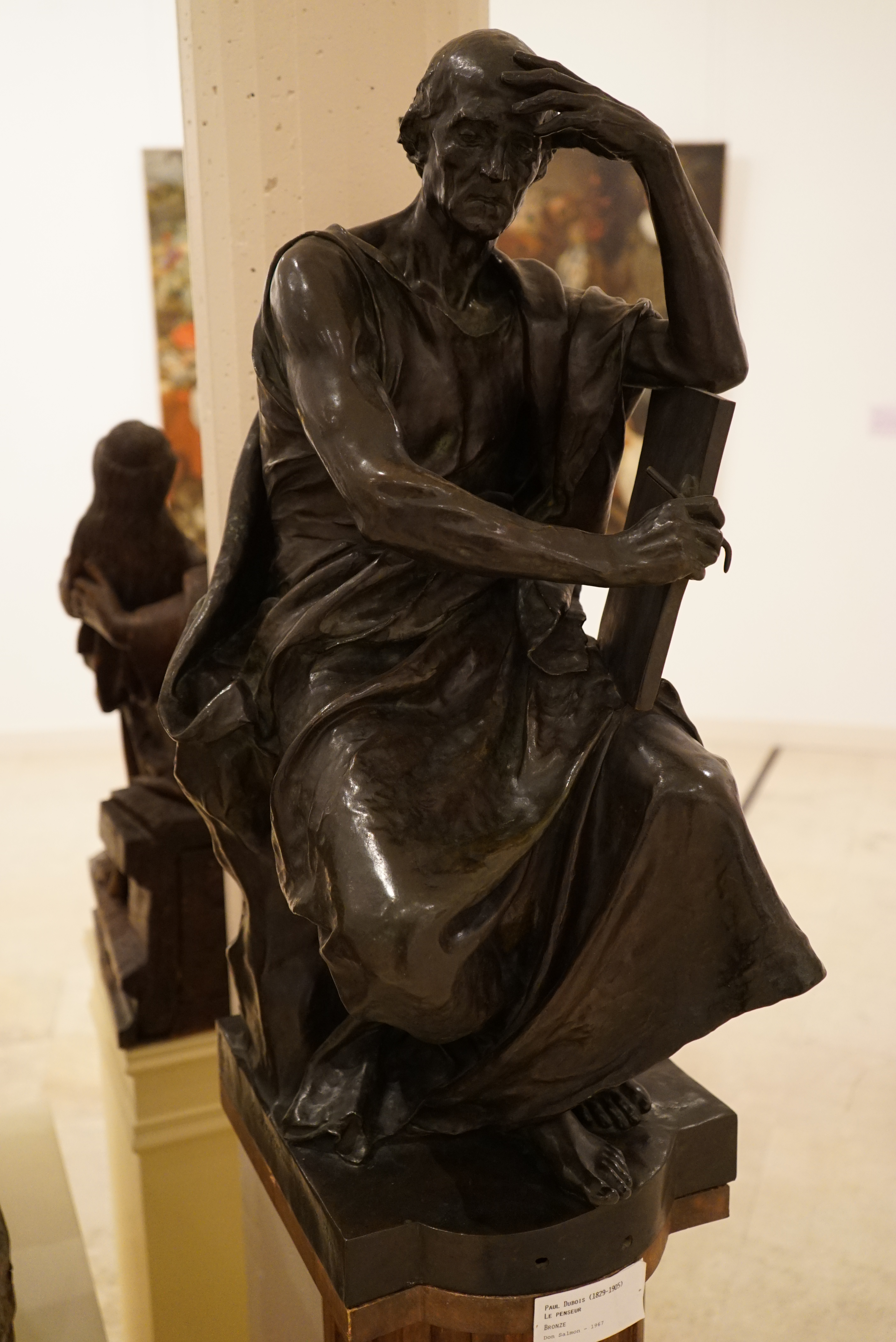
Paul Dubois[Lequel ?], Le Penseur.

## Artisanat
Une salle est consacrée à l'industrie de la ganterie qui était prospère à Chaumont.

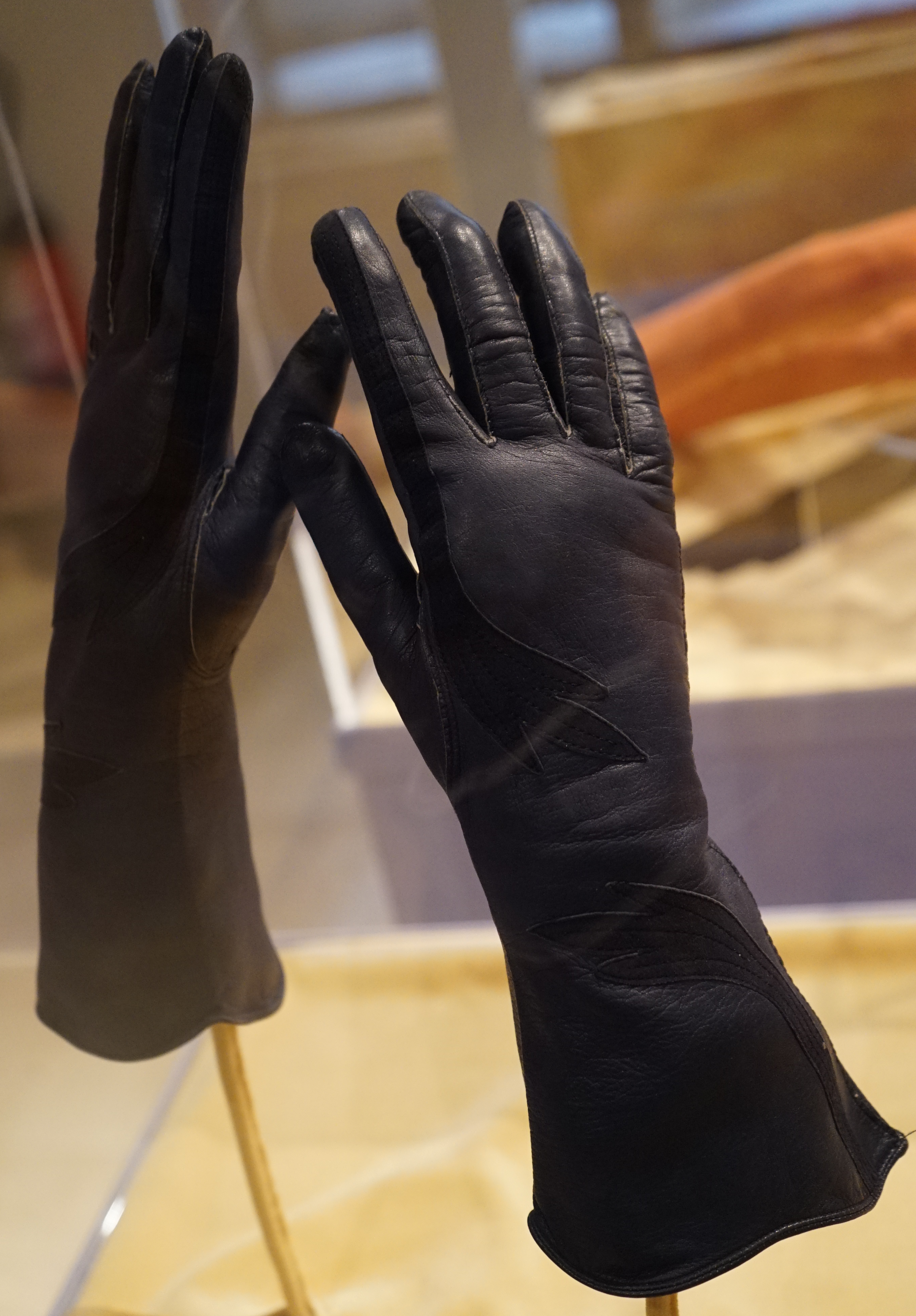
Ganterie Tréfousse, paire de gants bleu de Saxe.